# Louis Sala-Molins
Louis Sala-Molins (* 1935 in Santpedor/Katalonien im Departement von Barcelona) ist ein katalanisch-französischer Philosoph mit Schwerpunktsetzungen in Politik- und Rechtswissenschaft.

## Leben
Sala-Molins studierte in Rom, Paris und Freiburg im Breisgau. Er forschte am „Centre national de la recherche scientifique (CNRS)“ und lehrte bis zu seiner Emeritierung im Jahr 2000 an der Universität Paris I (Sorbonne), wo er den Lehrstuhl von Vladimir Jankélévitch besetzte, und der Université de Toulouse II–Le Mirail politische Philosophie. Sala-Molins gibt folgende Selbstcharakteristik seines Weges als Lehrender, Publizierender und Forscher: „Nach einer immer noch andauernden Jugendliebe zur Philosophie und Poetik von Ramon Llull wandte ich mich in der politischen Philosophie dem Studium der skandalösen Kopulationen zwischen der Philosophie und dem Recht im Bett der Theologien im Besonderen und der Ideologien im Allgemeinen zu. Das musste mich auf meinem Weg fatalerweise zu einer Begegnung mit solch enormen Monstrositäten wie dem Inquisitions-‚Recht‘ und dem ‚Recht‘ der Sklaverei führen. Am Ende meines Parcours inspirierte es mich zuletzt zu ‚Le livre rouge de Yahvé‘. Es ist auf der Ebene des Komischen eine Abrechnung mit der für uns maßgeblichen Quelle jeder Legalität.“

## Der Code Noir und die dunklen Seiten des Zeitalters der Aufklärung
Nach seinen Forschungen zur Inquisition stieß Sala-Molins auf ein in Frankreich der Vergessenheit anheimgefallenes Gesetzeswerk, das von 1685 bis 1848 die Sklaverei in den Französischen Kolonien reglementierte. Er veröffentlichte den Gesamttext mit ausführlicher Kommentierung 1987 im Vorfeld der Vorbereitungen zum 200. Jahrestag der Französischen Revolution: „Le Code Noir ou le calvaire de Canaan“. Das Buch ist 2005 in der zehnten Auflage erschienen.
Sala-Molins stützt sich in seiner Kommentierung auf einen 1788 erschienenen Bericht von Quobna Ottobah Cugoano, der als freigelassener Sklave in England seine Erfahrungen beschrieb und die weißen Sklavenhändler zitierte, die sich bei ihrem Handwerk mit dem Hinweis auf das Schicksal Kanaans und der Kanaaniter rechtfertigten. Die Schwarzen wurden als Nachfahren des von Noah als Sohn verstoßenen Ham und der dunkelhäutigen Kusch angesehen – Martin Luther bezeichnete sie als „Mohren“. Nach dem Bericht des Buches Genesis (Kapitel 12 ff.) in der Tora bezeichnet Kanaan außerdem das Abraham und seinen Nachkommen versprochene Land (siehe Gelobtes Land), das Josua, der Sohn Nuns eroberte, indem er die Kanaaniter mit Säuglingen, Kindern, Frauen und Männern ausrottete. 
Sala-Molins führt weitere Marksteine an, die zum Ausschluss der Schwarzen aus der vom europäischen Christentum dominierten Menschheit führten: Nach Herodot ist das Sperma der Schwarzen schwarz wie ihre Haut, so dass Anthropologie und Theologie nur noch schwer Übergänge zwischen all den Qualitäten, die den Weißen zukommen, und den Übeln, die den Schwarzen seit ihrer Geburt anlasten, finden konnten. In der Aufklärung wurde Georges-Louis Leclerc de Buffon zur Autorität in den Naturwissenschaften und zu anthropologischen Fragen. Er sah die Menschen in einem hierarchischen Modell, das sie von der „Degeneration“ zur „Vollkommenheit“ in Gestalt des weißen Europäers gegeneinander abstufte, wobei es ihm schwerfiel, eine Trennung zwischen Affe und „Neger“ zu finden. „Indianer“ schnitten nicht viel besser ab, weil sie zur Souveränität nicht fähig seien und die Tiere sich nicht unterzuordnen verstünden. Trotzdem sprach Buffon ihnen die Fähigkeit zu denken und zu sprechen nicht ab.
Das 19. Jahrhundert setzte mit Georg Wilhelm Friedrich Hegels „Vorlesungen über die Philosophie der Weltgeschichte. Bd. 1: Die Vernunft in der Geschichte“ diese Tradition fort. Nach Hegel haben die Afrikaner keine Geschichte, was in ihrer Natur angelegt sei; Victor Hugo erklärte 1879, dass Afrika aus Sand und Asche bestehe, einem unbeweglichen, passiven Haufen, einem monströsen Ham, der Sem (Bibel) mit seinem enormen Umfang, seinem Übermaß an Sonne und an Nacht Einhalt gebiete. In dieses Umfeld blieb der „Code Noir“ 163 Jahre lang unbeeinträchtigt eingebettet. Die Aufklärer – Marie Jean Antoine Nicolas Caritat, Marquis de Condorcet, Denis Diderot, Charles de Secondat, Baron de Montesquieu, Guillaume Thomas François Raynal, Jean-Jacques Rousseau, Voltaire – bestanden nie auf seiner sofortigen Aufhebung, sondern setzten höchstens bei dem von Buffon entfalteten Hierarchiemodell an, indem sie den Schwarzen zugestanden, sich allmählich aus der „Degeneration“ zur „Vervollkommnung“ fortentwickeln zu können und schließlich ihre Würde als freie Menschen zu erwerben. 
Der in der Revolution 1794 gefasste Beschluss, das Gesetzeswerk sofort außer Kraft zu setzen, blieb unausgeführt aus zwei Gründen: Unter der Führung von François-Dominique Toussaint L’Ouverture war die Sklaverei bereits in eigener Regie 1793 abgeschafft worden; außerdem machte die Anwesenheit der Engländer auf den Antillen die Anwendung des Revolutionsdekrets unmöglich. Napoleon bestätigte 1802 ausdrücklich den in alter Form fortgeltenden Code Noir, so dass es eines Victor Schoelcher bedurfte, über dessen Engagement 1848 seine Abschaffung erfolgte. Für die lange Dauer des „Code Noir“ sei die wirtschaftliche Bedeutung für Frankreich ausschlaggebend gewesen. Um den Zuckerrohranbau und die Plantagenwirtschaft mit Arbeitskräften aus Afrika zu versorgen, seien die damit befassten Gesellschaften von Versailles mit Belohnungen und Entlastungen entgolten worden. Die französische Monarchie habe mit dem Unrecht, das den schwarzen Sklaven angetan wurde, deren Nicht-Existenz die einzige und alleinige legale Definition war, den Ausschluss der Sklaven aus dem Rechtsstaat festgeschrieben. Dem konnte die Erklärung der Menschen- und Bürgerrechte von 1789 deshalb keinen Abbruch tun, weil schwarze Sklaven weiter als nicht zum sozialen Körper gehörig betrachtet wurden. Sie galten als bewegliches Eigentum von freien Menschen – siehe Artikel 2, der die Eigentumsrechte garantiert und damit als einziger Artikel auf die Existenz von Sklaven verweist – und nicht als selbstständige Akteure auf Gesetzesebene.
In seinem Nachwort zu der von Rosa Amelia Plumelle-Uribe in ihrem Buch „Weiße Barbarei“ (2001/2004) mit zahlreichen Beispielen dargestellten Leidensgeschichte der Schwarzen seit 1492 schreibt Sala-Molins unter der Überschrift „Gorée“:
„Die systematische Entmenschlichung eines ganzen Kontinents zu rationalisieren – ein Glanzstück, das Wissen und Glauben vollbracht haben – alle Schwarzen, weil sie Schwarze sind, zu vertieren führt dazu, die als statthaft angesehene Versklavung aller Schwarzen, weil sie Schwarze sind, zu verrechtlichen und die Beziehung zwischen Sklavenhändler und Schwarzem, Kolonialisten und Schwarzem, Kolonialfürsten und Sklavenhändler und Schwarzem, Priester der Kolonialherren und Sklavenhändler mit ihren Fürsten und Priestern und Schwarzem in ein reines Verhältnis von einem Eigentümer zu seinem Eigentum zu verwandeln. Das Gesetz fasste diesen Willen der Mächtigen, die sich wie üblich Glaube und Wissenschaft unterwarfen, mühelos in schöne Worte.“

## Eine Abrechnung mit JHWH
2004 erschien „Le livre rouge de Yahvé“. Es richtet sich, wie in einem einleitenden Hinweis vermerkt wird, an den ungläubigen Leser. Gegenstand sei die Tora, die das Wirken JHWHs von der Erschaffung der Welt bis zur Gründung von „Eretz Israel“ beschreibe, in dessen Nachfolge in der Gegenwart sich viele Israelis stehen sähen. Damals sei das den Kanaanitern und Philistern schlecht bekommen, heute den Palästinensern.
Der Titel hat eine kleine Geschichte: Aus dem einleitenden Hinweis an den Leser geht hervor, dass es Sala-Molins um eine „ehrenwerte Kurzfassung der Torah“ geht. So sollte das Buch ursprünglich auch „Petite Torah de poche“ (= „Kleine Taschenbuch-Torah“) heißen; aber der Verleger fürchtete Schwierigkeiten, und so wurde in Anlehnung an die Worte des Vorsitzenden Mao Tsetung „Le petit livre rouge de Yahvé“ daraus. Im Unterschied zum Ernst des Theologen Gerd Lüdemann und dessen Buch „Das Unheilige in der Heiligen Schrift: die andere Seite der Bibel“ von 1996 nimmt sich Sala-Molins vor, mit dem „Geoffenbarten“ auf der Ebene des gesunden Menschenverstandes zu spielen. Zu diesem Spiel in der Tradition der von Ramon Llull vorgegebenen Kombinatorik gehört die Vermischung der Stilebenen, so dass Hochsprachliches neben Umgangssprachlichem zu stehen kommt. So gefällt es Sala-Molins, den Sündenfall als erotisches Erwachen von Adam und Eva und überfallartige Liebe darzustellen, die sich gleich mit der Scham als erstem Ergebnis der Erkenntnis paaren. Oder er überträgt historisch mit bestimmten Inhalten besetzte Begriffe auf anderes: „Lebensraum“, „Völkermord“, „Endlösung“ oder „Holocaust“ werden zur Illustrierung in die Szenerie des Pentateuch und des Buches Josua verpflanzt. Das Buch endet mit dem Tod Josuas:
„Und es war in Sichem, der einstmals durch die erzwungene Beschneidung aller ihrer männlichen Wesen in Fieber versetzten Stadt, die allsobald von den Söhnen Jakobs, den ersten Völkermördern in israelitischer Linie, im Blute all ihrer Einwohner ertränkt wurde, dass Josua auf Geheiß JHWHs ein Statut und ein Recht für ihre Nachkommen erließ. Nachdem Statut und Recht festgesetzt waren, starb Josua im Alter von 110 Jahren. Man beerdigte ihn. Jahwe hatte den Frieden der Beschnittenen auf dem Mörtel aus Vorhäuten und das Recht der Heiligen auf dem Blut der Unschuldigen errichtet. Er ist Jahwe. Ruhm gebühre ihm für die Jahrhunderte der Jahrhunderte.“

## Rezeption
Dass Sala-Molins mit dem Vorwurf des Antisemitismus begegnet wird, hat er einkalkuliert. Dass ihm eine Ablehnung der Aufklärung unterstellt wird, gehe aber an seinem Versuch, nämlich „von unten“ zu denken, vorbei. Es gehe um das Eingeständnis, dass bei der Lösung menschenrechtlicher Probleme nicht nur „oben“ in Paris über die Unterscheidung von Dringlichem und Aufzuschiebendem zu diskutieren, sondern „unten“ den Menschen, deren Haut und Fleisch in Fetzen davonflog, umgehend zu ihrem Recht zu verhelfen gewesen wäre. Für dieses Verhalten habe Bartolomé de Las Casas einen vorbildlichen Maßstab gesetzt. Bassidiki Coulibaly, afrikanischstämmiger Philosoph, schätzt an Sala-Molins, dass er die eintönige intellektuelle Landschaft mit Farbigkeit auffrische. Wenn Sala-Molins etwas zu sagen habe, könne ihn niemand knebeln, weder die grammatische noch die kulturelle oder die institutionelle Kodierung. Da es Schweigen für ihn nicht gebe, könne er auch nicht falschspielen.

## Werkeauswahl in lateinischer, katalanischer und französischer Sprache
- Lulle. Arbre de Philosophie d’amour. Livre de l’ami et de l’aimé et Choix de textes philosophiques et mystiques. Introduction et traduction, Paris (Aubier-Montaigne) 1967.
- Nicolau Eymerich et Francisco Peña. Le Manuel des Inquisiteurs (Directorium inquisitorum). Introduction, traduction. Paris – La Haye (Mouton) 1973. Réédition: Paris (Albin Michel) 2001.
- La philosophie de l’amour chez Raymond Lulle. Préface de Vladimir Jankélévitch. Paris – La Haye 1974.
- Silvio Zavala. Amérique latine: philosophie de la Conquête. Introduction et traduction. Paris – La Haye 1977.
- La loi, de quel droit? Paris (Flammarion) 1977.
- Le Dictionnaire des Inquisiteurs (Repertorium Inquisitorum). Valence 1494. Introduction et traduction. Paris (Galilée) 1981.
- Raimundi Lulli Opera latina in Montepessulano composita anno MCCCIV. Editio critica. Turnhout (Brepols) 1982.
- Herder. Encara una filosofia de la història. Introduction et traduction. Barcelone (Laia) 1983.
- Sodoma A l’alba de la filosofia del dret. Barcelone (Edicions 62) 1984.
- Eimeric. Court traité. Introduction et traduction. Grenoble (Million) 1986.
- Le Code noir ou le calvaire de Canaan.1ère édition: Paris (P.U.F.) 1987; édition courante (10ème) Paris (PUF, « Les grands textes ») 2005.
- De rege. De libertate. Del rei. De la llibertat. Paris-Barcelone (Moufflon) 1988.
- Sodome. Exergue à la philosophie du droit. Paris (Albin Michel) 1991.
- L’Afrique aux Amériques. Le Code noir espagnol. Paris (PUF) 1992.
- Les misères des Lumières. Sous la Raison l’outrage. Paris (Robert Laffont) 1992. Réédition: Paris (Homnisphères) 2008.  Englische Übersetzung: Dark Side of the Light: Slavery and the French Enlightenment, translated by John Conteh-Morgan, University of Minnesota Press, 2006.
- Déraison, esclavage et droit. Les fondements idéologiques et juridiques de la traite négrière et de l’esclavage. Collectif dirigé par Louis Sala-Molins et Isabel Castro-Henriques. Paris, Unesco 2002.
- Le livre rouge de Yahvé. Paris (La Dispute) 2004.